# Quatuor à cordes no 3 de Honegger
Pour les articles homonymes, voir Quatuor à cordes no 3.
Le Quatuor à cordes no 3 en mi majeur (H. 114) d'Arthur Honegger est une œuvre de musique de chambre pour quatuor à cordes, composée en 1937.

## Structure
Le quatuor comprend trois mouvements :
1. Allegro
2. Adagio
3. Allegro

- Durée d'exécution : environ 18 minutes.

## Analyse de l'œuvre
Il dénote une maîtrise de son écriture musicale marquée par la technique du contrepoint et du développement thématique[réf. nécessaire].